# الخطوط الجوية المتحدة الرحلة 826
يونايتد ايرلاينز الرحلة 826 هي رحلة طيران أمريكية من مطار طوكيو الجديد (الذي غير اسمه إلى مطار ناريتا الدولي في عام 2004) في اليابان إلى مطار هونولولو الدولي بهاواي، بواسطة طائرة بوينغ 747-100، بعد مرور ساعة وأربعين دقيقة تقريبًا من الرحلة، وعلى ارتفاع 9400 متر، واجهت الطائرة مطبًا جويًا وشغل القبطان علامة حزام الأمان كإجراء احترازي. بعد لحظات، سقطت الطائرة فجأة على بعد حوالي 100 قدم (30 مترًا) مما أدى إلى إصابة 15 راكبًا و 3 من أفراد الطاقم بجروح خطيرة. استدارت الطائرة وهبطت بسلام في طوكيو، لكن راكبة يابانية تبلغ من العمر 32 عامًا تُوفيت.

## الخلفية
الطائرة المعنية، المُصنّعة عام 1971، كانت من طراز بوينغ 747-122، مسجلة بالرمز N4723U، وتحمل الرقم التسلسلي 19882. وكانت مزودة بأربعة محركات من طراز برات آند ويتني JT9D-7A.

### الطاقم
كان طاقم قمرة القيادة في الرحلة 826 يتمتع بخبرة كبيرة. فقد كان لدى القبطان نحو 15,000 ساعة طيران، منها 1,100 ساعة على طائرات بوينغ 747. أما مساعد الطيار، فامتلك نحو 10,000 ساعة طيران، منها 1,500 ساعة على طراز بوينغ 747. في حين بلغ إجمالي ساعات الطيران لمهندس الرحلة حوالي 3,500 ساعة، منها 850 ساعة على الطراز نفسه. وتراوحت خبرة طاقم الضيافة بين 8 و34 عامًا من الأقدمية.[بحاجة لمصدر]

## تفاصيل الحادث
كان يقود الرحلة 826 طاقم قمرة قيادة متمرس. كان لدى قائد الطائرة المسؤول حوالي 15000 ساعة طيران، بما في ذلك 1100 ساعة على طائرة بوينج 747. كان لدى الضابط الأول حوالي 10000 ساعة، بما في ذلك 1500 ساعة على بوينج 747، وكان لدى مهندس الطيران حوالي 3500 ساعة طيران، بما في ذلك 850 ساعة في بوينج 747. تراوحت أقدمية طاقم الطائرة من 8 إلى 34 سنة.
غادرت الرحلة 826 مطار ناريتا بطوكيو في 28 ديسمبر 1997، الساعة 20:30 بالتوقيت المحلي. وصلت إلى ارتفاع تطواف يبلغ 9400 م بعد أقل من نصف ساعة. خُطط تطواف الرحلة في الأصل على ارتفاع 11000 م، لكن مراقبة الحركة الجوية (ATC) سمحت فقط للرحلة بالتطواف على ارتفاع منخفض بسبب الحركة الجوية. اختار القبطان الطريق الوحيد المصرح به في الوقت الذي لم يكن من المتوقع حدوث اضطرابات شديدة أو عواصف رعدية.
عند التطواف، واجهت الرحلة في البداية اضطرابًا كافيًا لجعل القبطان يُشغل علامة "ربط حزام الأمان". بعد خمسة عشر دقيقة، هدأ الاضطراب وأغلقت علامة ربط حزام الأمان. في ذلك الوقت، أعلن القبطان للركاب أن الاضطراب ما زال محتملاً وأنه يجب ربط أحزمة المقاعد عند الجلوس. قدمت مضيفة طيران إعلانًا يابانيًا مشابهًا.
بعد حوالي ساعة، وبعد الهدوء، عادت علامة "ربط حزام الأمان" مرة أخرى دون أي إعلان. بعد حوالي دقيقتين من الاضطراب غير القوي للغاية، سقطت الطائرة 747 فجأة قليلاً ثم انطلقت مرة أخرى ثم تراجعت بسرعة مثل هذه السرعة التي وجدها مراقب، الذي كان معلقًا على سطح عمل ثابت، وجد نفسه معلقًا رأسًا على عقب ممسكًا بالسطح مع قدميه في الهواء.. ثم نزلت الطائرة وصعدت بشكل حاد قبل أن تسقط بشدة مرة أخرى، وحدث هذا عندما انخفض الجناح الأيمن بحدة. بعد صعود معتدل آخر، عادت الرحلة إلى طبيعتها.
وعُثر بعد الحادث على سيدة يابانية كان حزامها مفككًا ملقاةً وغائبةً عن الوعي وتنزف بغزارة في الممر. على الرغم من جهود الإنعاش السريعة من قبل المضيفات المصابات وطبيب الركاب، سرعان ما أُعلن عن وفاتها.
أصيب خمسة عشر راكبا وثلاثة مضيفات بكسور في العمود الفقري والرقبة. وأصيب 87 راكبا آخر برضوض والتواءات وإصابات طفيفة أخرى. بينما كان مطار هندرسون فيلد ‏ في جزر ميدواي أقرب مطار، اختار القبطان العودة إلى طوكيو بعد تقييم أن الطائرة كانت لا تزال صالحة للطيران، وكان لدى طوكيو مرافق طبية أفضل للتعامل مع الإصابات.
بعد ثلاث ساعات ، هبطت الطائرة بسلام في مطار ناريتا.

## تحقيق مجلس السلامة الوطني والتبعات
أظهر تحليل مسجل بيانات الرحلة، الذي أجراه المجلس الوطني لسلامة النقل (NTSB)، أن أجهزة الاستشعار سجلت في البداية تسارعًا عموديًا بلغ ذروته 1.814g خلال الصعود الحاد الأول. لاحقًا، بيّنت البيانات أن الطائرة انقلبت خارج نطاق السيطرة بزاوية 18 درجة، قبل أن تهوي وتتعرض لتسارع سلبي حاد بلغ −0.824g.[بحاجة لمصدر]
توصل التحقيق إلى وجود خلل محتمل كان من شأنه أن يمنع وقوع حالة الوفاة والعديد من الإصابات، إذ لم يتذكر أحد سماع صوت تنبيه “ربط الأحزمة” المعتاد عند تشغيل الإشارة قبل نحو دقيقتين من حدوث الاضطراب الجوي، كما لم يُعلن عن تشغيل الإشارة لا باللغة الإنجليزية ولا اليابانية.
في أعقاب الحادث، أصدرت شركة يونايتد إيرلاينز نشرة بعنوان “لقاء مع اضطراب جوي ووفاة راكب”، استعرضت فيها تفاصيل ما جرى في الرحلة 826، وأكدت على أهمية التواصل الفعّال مع الركاب. كما باشرت الشركة تنفيذ إجراءات تهدف إلى تعزيز الالتزام بسياسة إبقاء أحزمة الأمان مربوطة طوال الرحلة، حتى في حال إطفاء الإشارة.[بحاجة لمصدر]
وكانت الشركة قد خططت مسبقًا لبيع الطائرة المتقادمة إلى شركة مختصة بتفكيك الطائرات مطلع عام 1998، إلا أنها قررت سحبها من الخدمة نهائيًا عقب الحادث مباشرة، لتكون الرحلة 826 آخر رحلة تجارية للطائرة. نُقلت الطائرة لاحقًا إلى مطار ماكاران الدولي في لاس فيغاس خلال يناير 1998، وخضعت للتفكيك في وقت لاحق من نفس العام.[بحاجة لمصدر]